# Loretokapelle (Bühl am Alpsee)

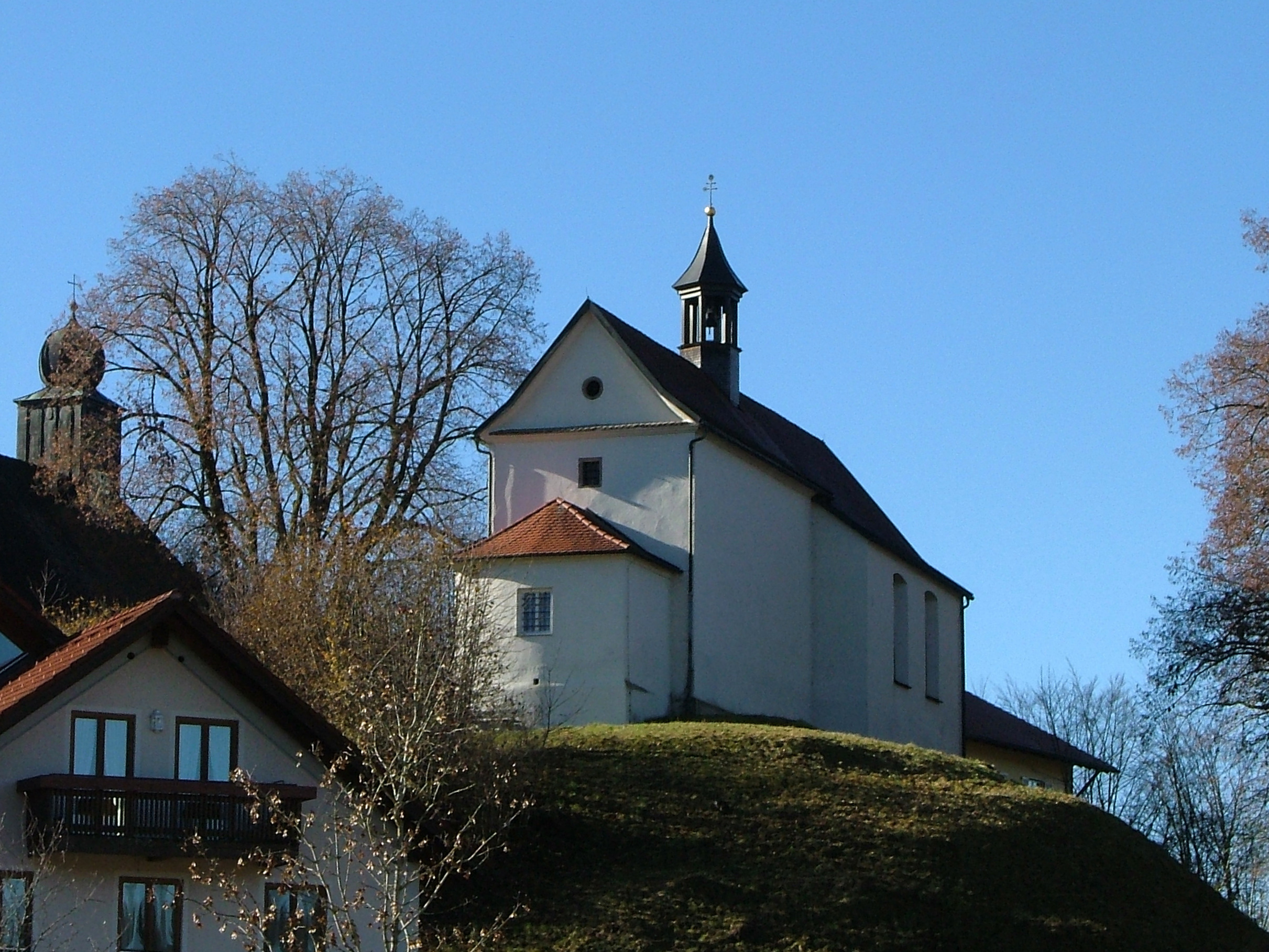
Die Loretokapelle; links im Bild der Turm von St. Stephan

Die Loretokapelle ist eine der beiden Kirchen in Bühl am Alpsee, einem Ortsteil von Immenstadt im Allgäu. 

## Lage, Geschichte und Beschreibung
Die Loretokapelle liegt auf einem kleinen Hügel („Bühl“) am Ostufer des Großen Alpsees, dicht am Fuße des Immenstädter Horns, unmittelbar nördlich der Pfarrkirche St. Stephan.
Die 1666 erbaute Kapelle ist eine architektonische Nachbildung des „Heiligen Hauses“ („Santa Casa“) im italienischen Loreto. Nachdem die Kreuzfahrer im Jahr 1291 das Heilige Land endgültig verloren hatten, übertrugen der Legende nach Engel das Häuschen der Heiligen Familie von Nazareth auf einen Hügel bei Ancona an der Adria. Bald entwickelte es sich zu einer vielbesuchten Wallfahrtsstätte. Vor allem im 17. Jahrhundert wurden in Süddeutschland viele Kapellen nach dem Vorbild von Loreto gebaut.
Der Baumeister der Loretokapelle in Bühl war Michael Kaufmann. Im Jahr 1716 wurde auf der Westseite ein kleiner Kirchenraum angebaut, der der Heiligen Anna, Marias Mutter, geweiht ist. Von hier aus gelangt man durch ein schmiedeeisernes Gitter zwischen zwei Seitenaltären zum Hauptraum der Kapelle. Sie hat eine rundgewölbte tonnenförmige blaugetünchten Decke, die mit goldenen Sternen bemalt ist. Die Wände mit aufgemaltem Ziegelmuster sind mit Fresken geschmückt. Der Sockel des Altars trägt eine in Scagliola-Technik ausgeführte Tafel mit farbigen Lorbeer- und Blütenranken, in deren Mitte der Name „Maria“ steht. Über dem Altar steht das Loreto-Gnadenbild der Gottesmutter in einer halbkreisförmigen Nische, die von einer großen Muschel bekrönt wird, unter einem von Engeln getragenen Baldachin. Maria ist als Himmelskönigin gekleidet und mit Sternenkranz, Krone, Szepter und dem segnenden göttlichen Kind dargestellt. Eingerahmt wird der klassizistische Säulenaltar von den Statuen Johannes des Täufers und des Heiligen Josef.
Um möglichst realistisch an das Haus von Nazareth zu erinnern, befindet sich im rückwärtigen Raum die Küche Mariens und die Werkstatt des Zimmermanns Josef, die laut Tradition früher entsprechend eingerichtet waren. An der Ostseite befindet sich als einzige Lichtquelle das sogenannte Engelsfenster, durch die der biblischen Erzählung nach der Erzengel Gabriel das Haus betrat und Maria erschien.
Die Wände der Kapelle sind mit Votivtafeln geschmückt.

## Fotogalerie

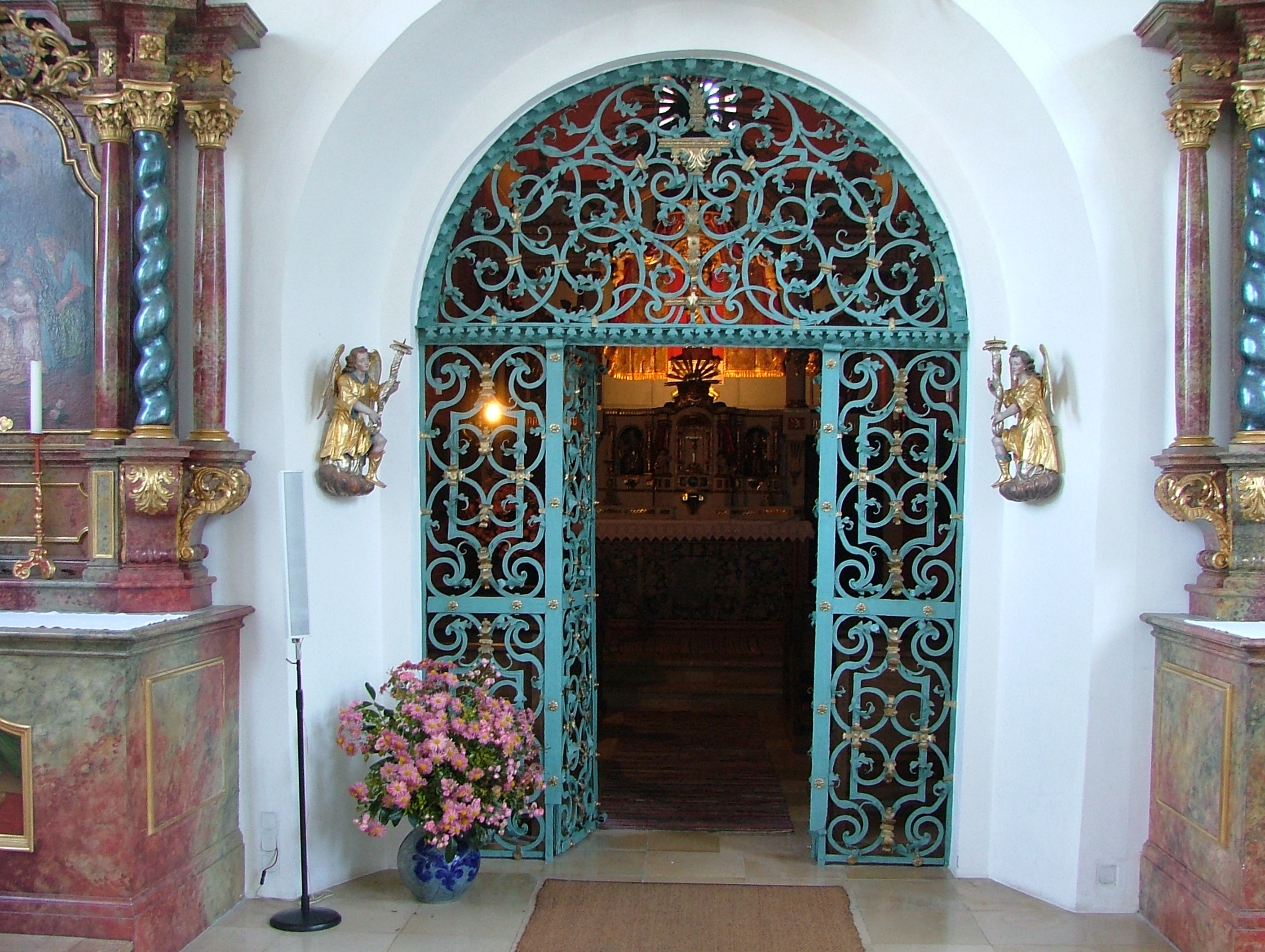
Eingang in die Kapelle
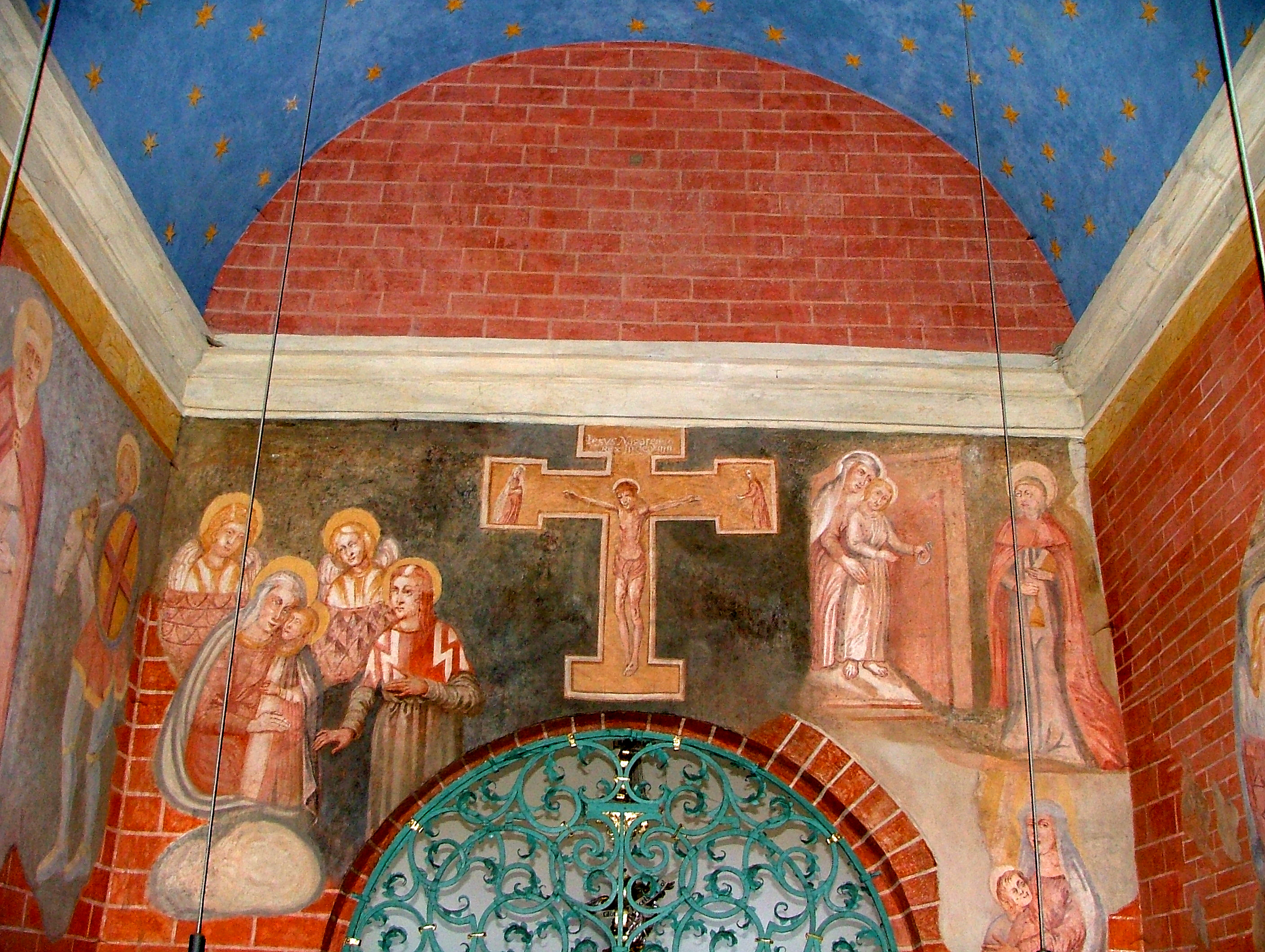
Der Altarraum mit der rundgewölbten tonnenförmigen Decke
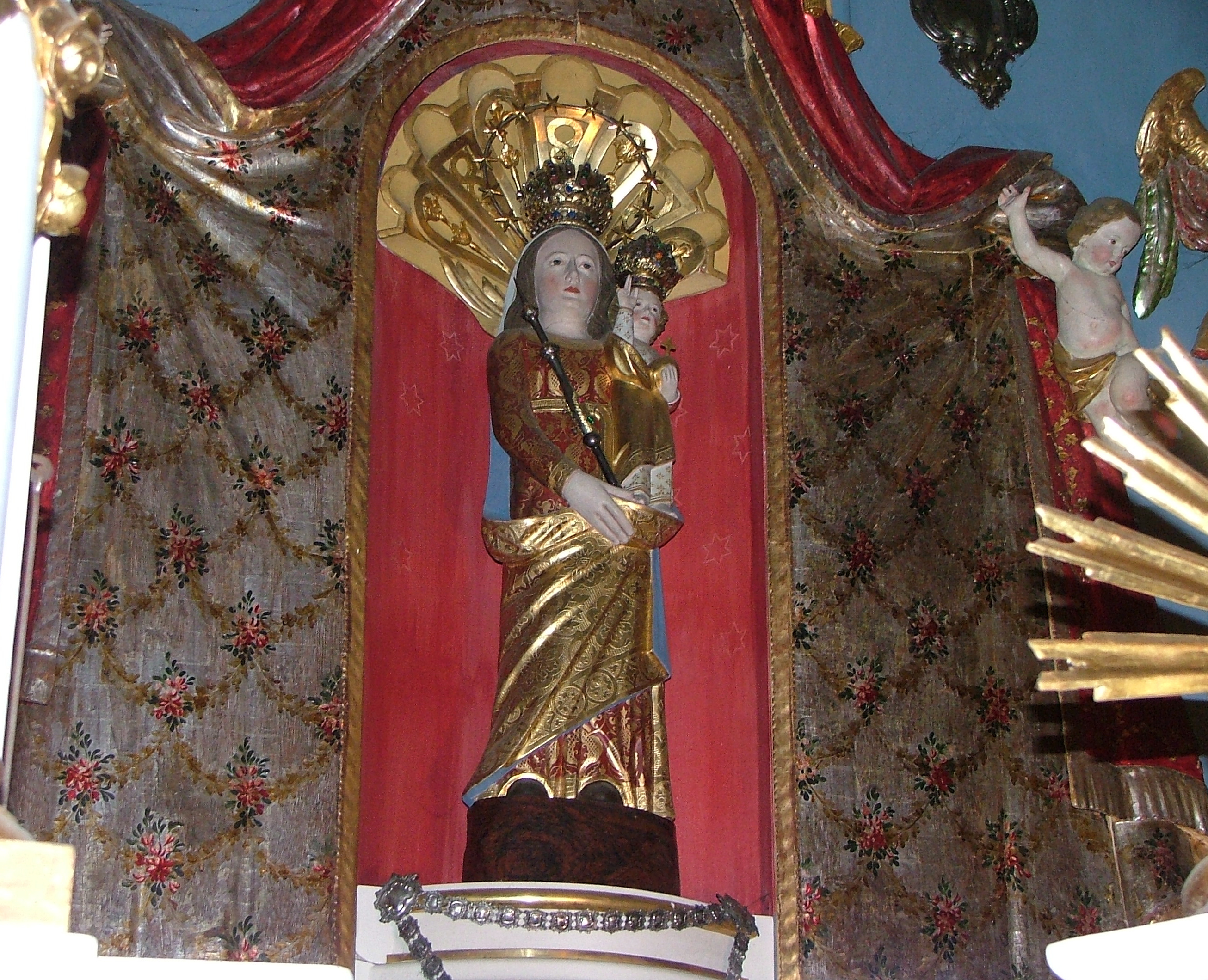
Das Gnadenbild, Maria die Himmelskönigin
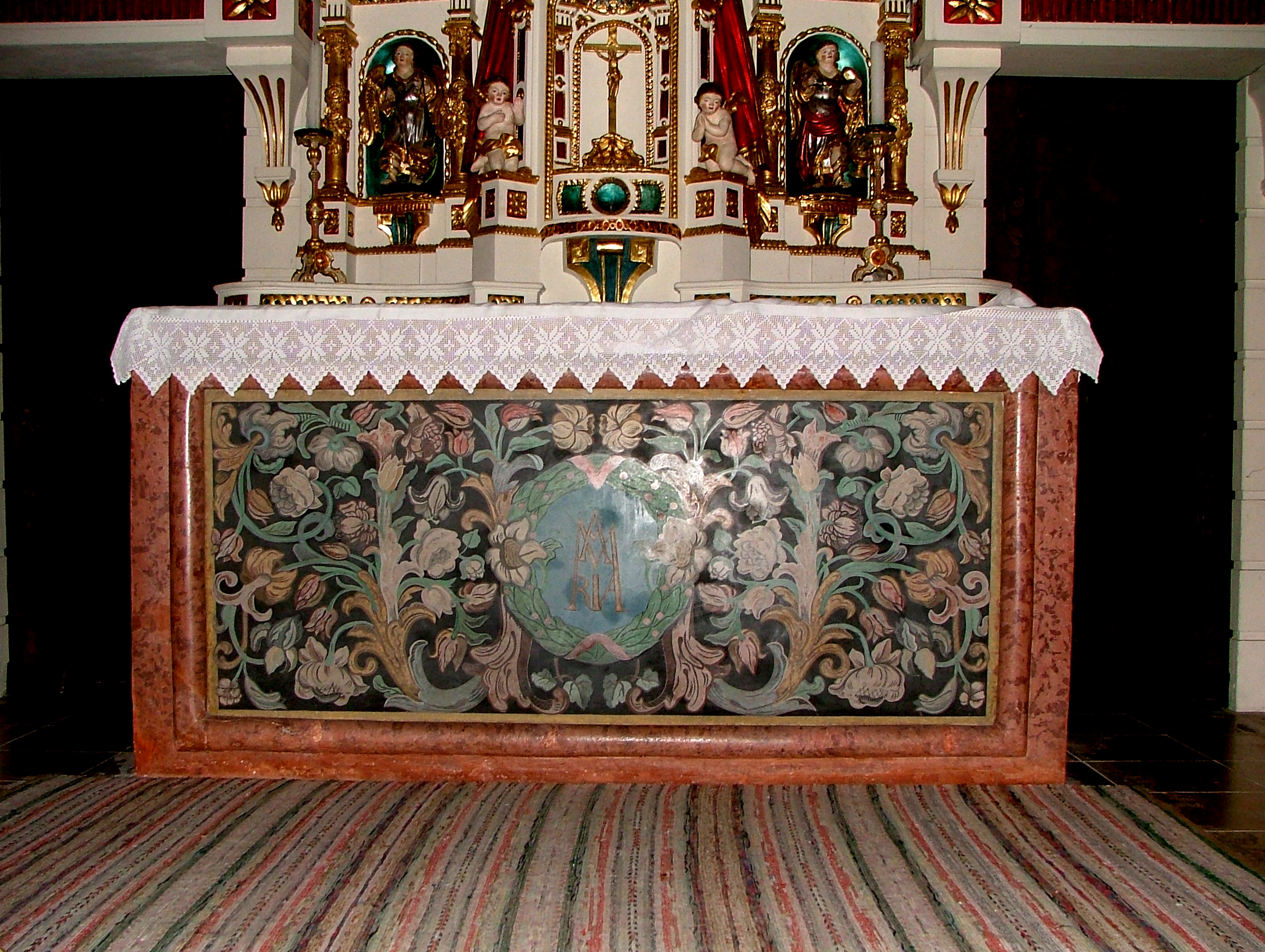
Farbige Blumenranken in Scagliola-Technik
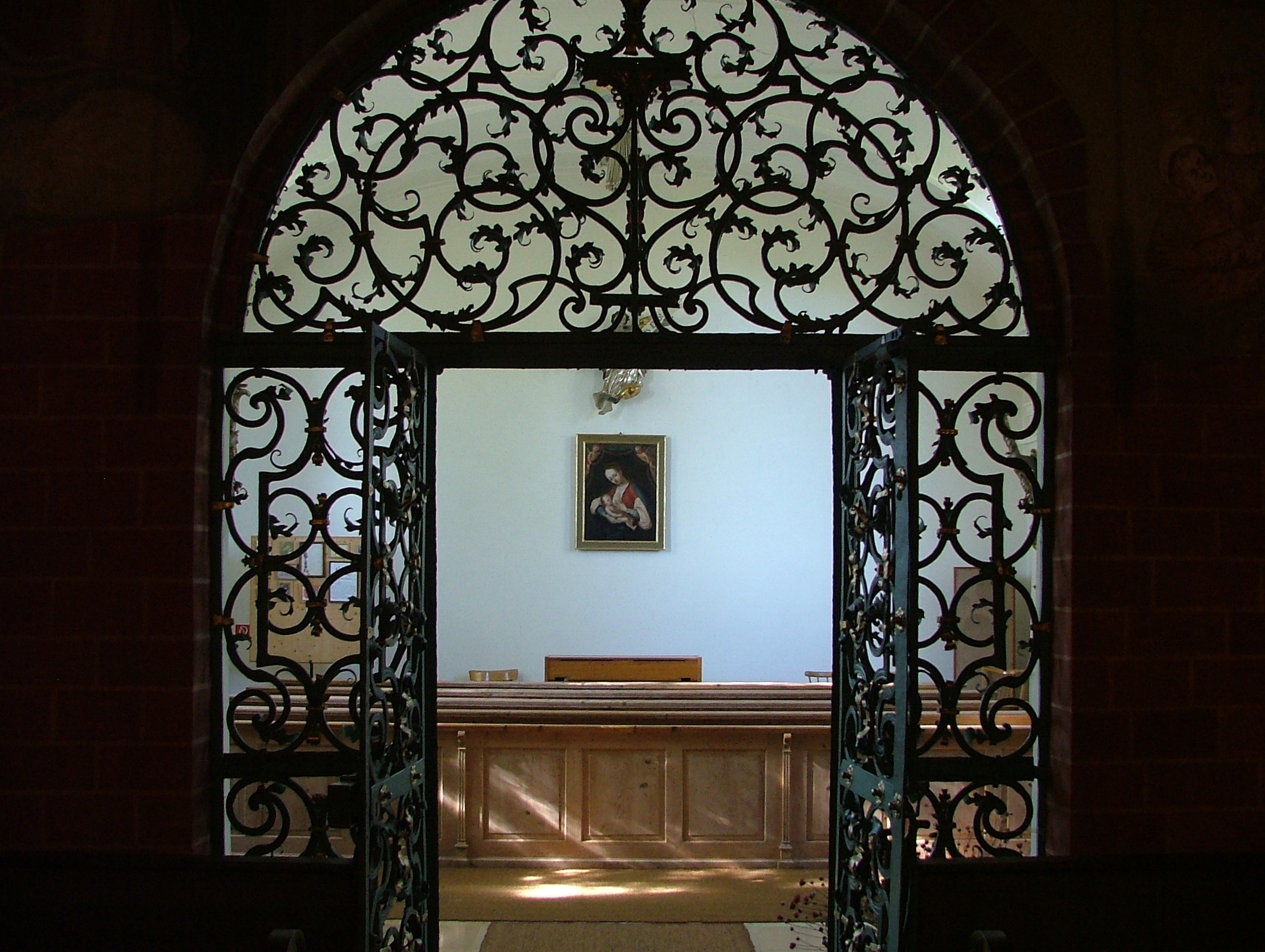
Ein geschmiedetes Gitter trennt die St. Annakapelle von der Loretokapelle.
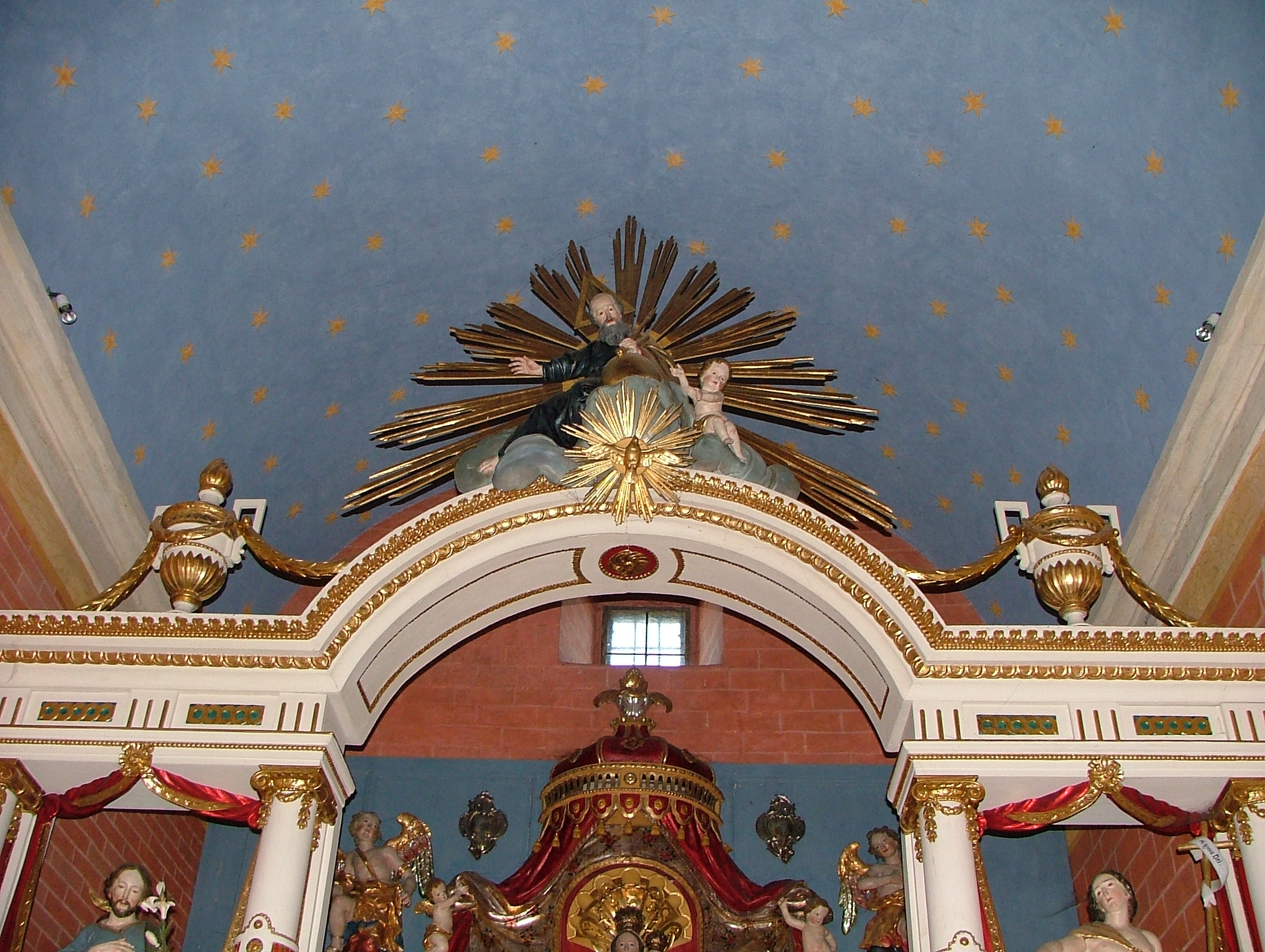
Das „Engelsfenster“